# AVUS
El AVUS (siglas de Automobil-Verkehrs- und Übungs-Straße) fue un circuito semipermanente de carreras ubicado al oeste-suroeste de Berlín, Alemania. Compuesto por dos largas rectas conectadas por dos horquillas, actualmente se encuentra inactivo desde 1998 y forma parte de la Autobahn A115.
El proyecto del circuito, a cargo del Automóvil Club de Alemania (ADAC), surgió en el año 1907. Luego de varias demoras por problemas de financiamiento, el AVUS se inauguró en septiembre de 1921. El AVUS albergó el primer Gran Premio de Alemania, disputado con automóviles de gran turismo en 1926. Asimismo, el Gran Premio de Alemania de Motociclismo se disputó por primera vez en 1925 en el AVUS, y luego en 1926 y 1933.
Originalmente, la pista se componía de dos rectas unidas por dos curvas amplias y chatas, que se circulaba en sentido antihorario. Pero dado el enfrentamiento entre los circuitos de AVUS y Nürburgring, la curva norte fue rediseñada en 1937 al agregarse un peralte de 43.º (12.º más que Daytona y 31 más que Indianápolis). Debido a que no había ninguna barrera en la parte superior, varios pilotos despegaron al perder el control de su vehículo e incluso algunos murieron. Durante el gobierno nacionalsocialista alemán, la curva sur fue demolida para unir ambas rectas a la red de autopistas.
Después de la Segunda Guerra Mundial, se volvió a correr en el AVUS en una versión reducida a 8.300 metros. La Fórmula 1 compitió por única vez en ese lugar el Gran Premio de Alemania de 1959, y el Campeonato Mundial de Sport Prototipos celebró el Gran Premio de Berlín en 1962. Después de que varios pilotos sufrieran accidentes en la curva norte, ésta también se demolió en 1967. Desde entonces y hasta 1998, el AVUS albergó en un trazado de menos de 5.000 metros, carreras del Deutsche Tourenwagen Meisterschaft, el Deutsche Rennsport Meisterschaft, Super Tourenwagen Cup y la Fórmula 3 Alemana en versiones del trazado recortadas, con chicanas y curvas sin peraltes. En 1995 murió el piloto de STC Kieth O'dor.
La torre de control pasó a ser un motel y parte de las gradas siguen en pie.

## Galería

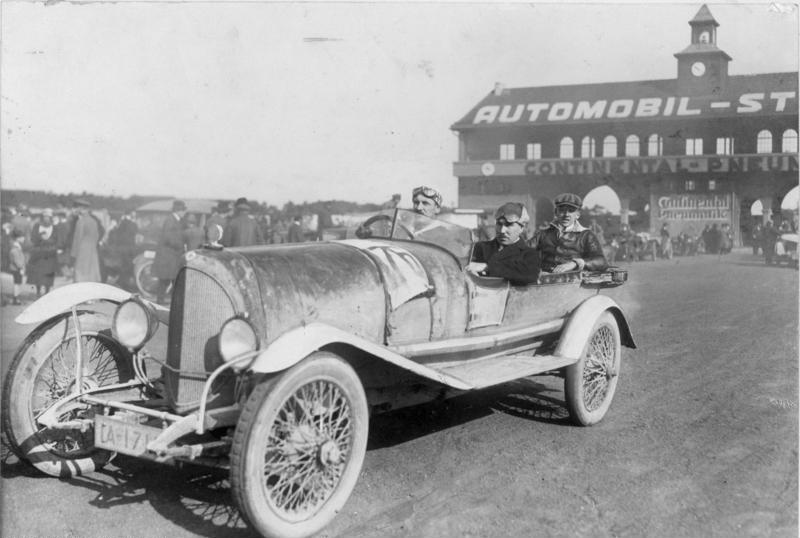
AVUS en 1922.
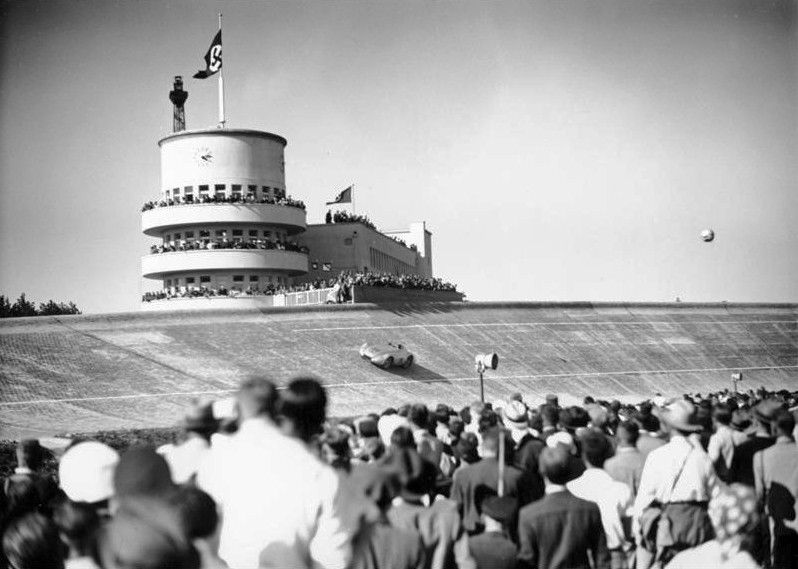
Curva norte, año 1937.
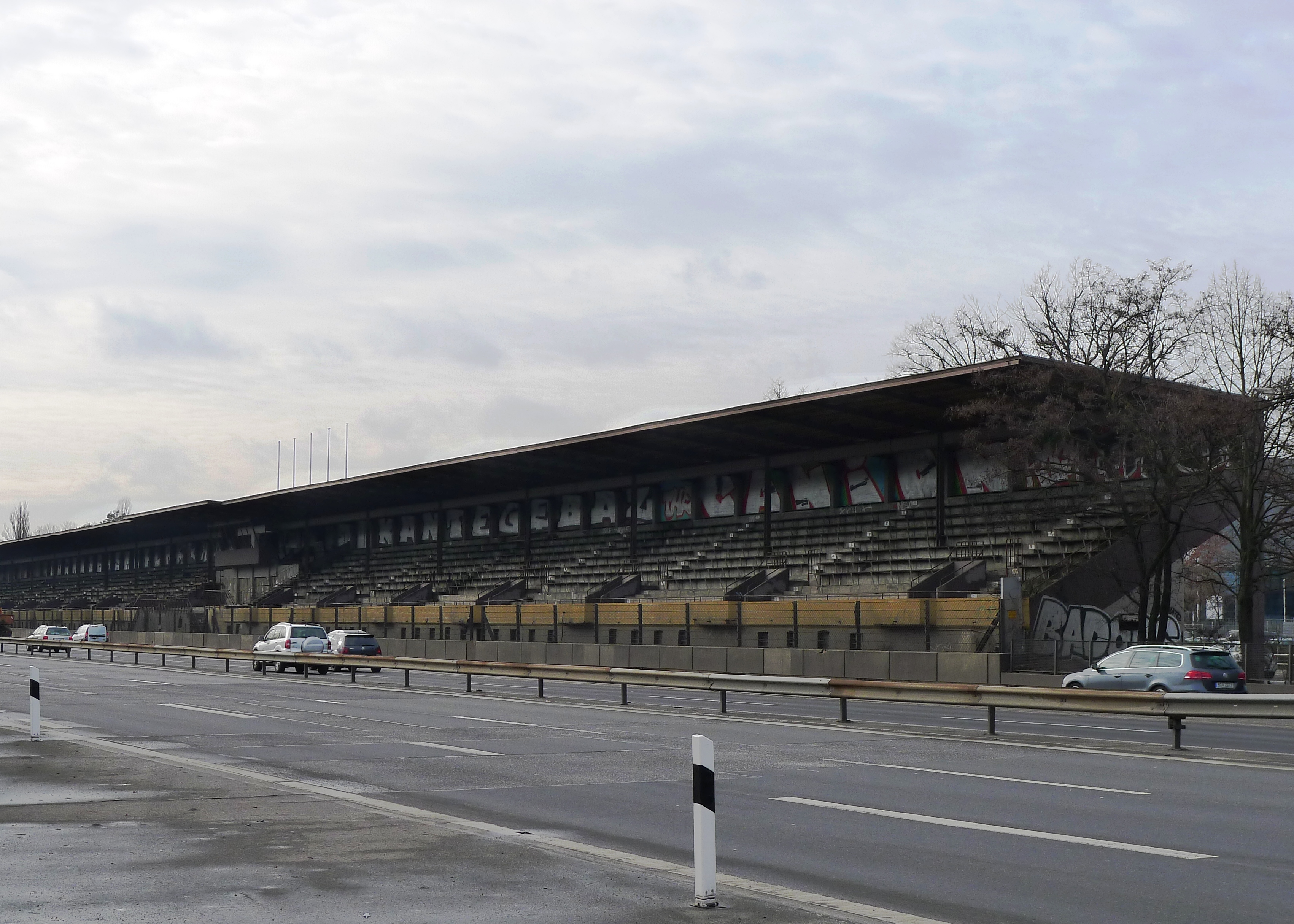
Grada abandonada.
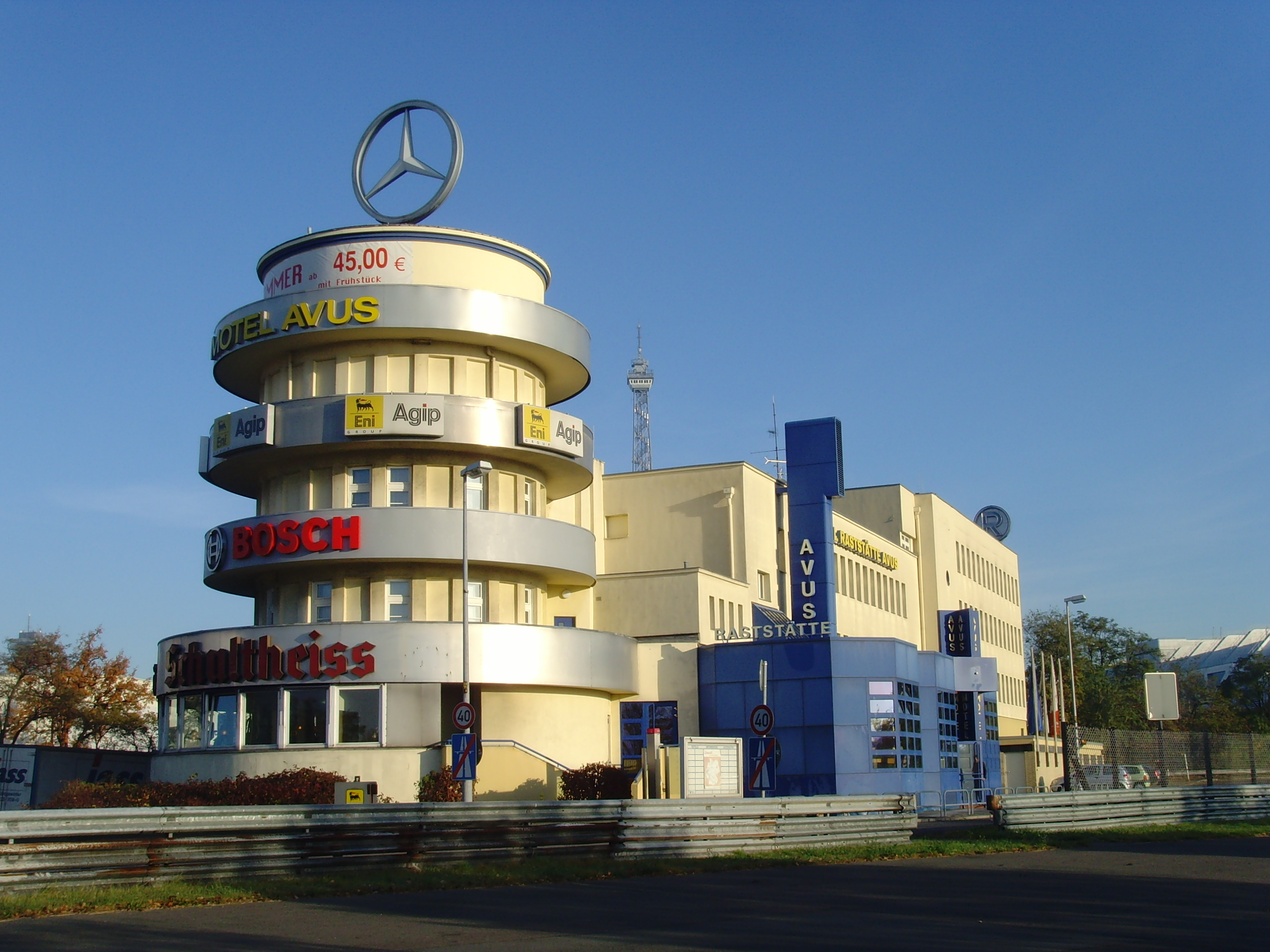
Antigua torre de control.
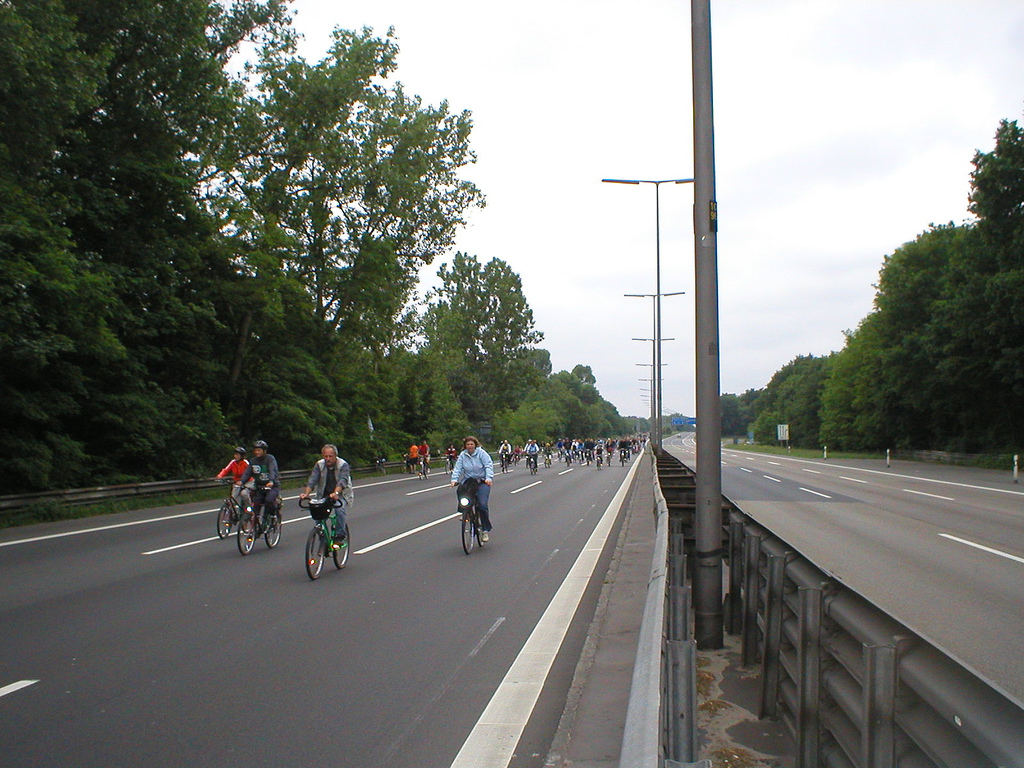
Ciclistas en el antiguo trazado del AVUS.

## Ganadores

### Fórmula 1
| Año     | Piloto      | Constructor | Fecha       | Resultados |
| ------- | ----------- | ----------- | ----------- | ---------- |
| 1959    | Tony Brooks | Ferrari     | 2 de agosto | Resultados |
| Fuente: |             |             |             |            |